# Шефтель, Арье
Арье Шефтель (ивр. אריה שפטל‎, при рождении Лейб Ицкович Шефтель; 3 февраля 1905, Вильна, Российская империя — 28 сентября 1980, Израиль) — израильский политик, депутат кнессета 1-го созыва (неполная каденция), мэр Ришон-ле-Циона.

## Биография
Родился 3 февраля (по старому стилю) 1905 года в Вильне, в семье Ицика Шолом-Шебселевича Шефтеля (1874—?), уроженца Вильны, и его жены Эстер Новаховны Колбовской, родом из Бытеня Слонимского уезда. У него были младшие сёстры Фрейда (1909) и Фейга (1911). Получил традиционное еврейское образование, учился в хедере, затем в иешиве. Учился в школе системы Тарбут. Получил педагогическое образование.
В 1925 году Шефтель, в составе группы движения «Ха-халуц», иммигрировал в подмандатную Палестину. Однако из-за тяжелого заболевания легких вернулся в Вильну.
В 1925 году вступил в «Поалей Цион», был членом областного комитета партии «ха-Халуц». 15 декабря 1936 года в Вильнюсе вступил в брак с Фейгой Лейбовной Пергамент (1907—?).
Встретил немецкую оккупацию на территории СССР, был заключён с семьёй в Вильнюсское гетто, где работал учителем. Участвовал в восстании (1943 год), был сослан в концлагерь в Эстонии, а затем в Магдебурге.
В 1946—1947 годах был редактором газеты на идише «Унзер ворт» (Наше слово). Вновь переселился в Палестину в 1947 году, поселился в Ришон-ле-Ционе.
Был избран в кнессет 1-го созыва от партии «МАПАЙ», работал в комиссии кнессета и комиссии по внутренним делам. Однако в 1951 году покинул кнессет, его мандат получил Исраэль Ишаягу.
Несколько раз был мэром Ришон-ле-Циона. В 1951—1952, затем в 1960—1962 и 1965—1969 годах.
Скончался в 1980 году.